# 滿篤
滿篤，滿洲鑲黃旗，伊尔根觉罗氏，清朝政治人物、清朝工部尚書。
曾任左都御史。康熙五十一年四月乙亥，接替赫碩咨，擔任清朝工部尚書，后降二級調任。由赫奕接任。五世祖胡成额，兄海塞为乾隆循贵妃高祖。